# Rolana Tex
Rolana Tex (fostă Firmelbo Botoșani, fostă fabrica Melana) este o companie producătoare de fibre și fire din lână din România.
În februarie 1999, producătorul de fire de bumbac Rifil Săvinești a achiziționat pachetul majoritar al Firmelbo Botoșani.
În decembrie 2006, Rifil Săvinești și-a mărit participația până la 93,99% din capitalul Firmelbo Botoșani.
În anul 2006, Rifil a vândut acțiunile către Filivivi Italia, pentru suma de 3,5 milioane de euro, iar Filivivi a trecut producția pe societatea nou-înființată Rolana Tex.
În anul 2000, producția de fire acrilice și în amestec a fost de circa 4.000 tone.
Număr de angajați:
- 2014: 275 [3]
- 2004: 185 [6]
- 2002: 551 [4]
- 2001: 580 [2]
- 1999: 1.000 [2]

Cifra de afaceri:
- 2012: 40 milioane euro [3]
- 2000: 300 miliarde lei vechi (adică 30 milioane lei noi)[7]